# Box-office France 2005
Cet article traite du box-office cinéma de 2005 en France. 

## Les millionnaires
Par pays d'origine des films (Pays producteur principal)
- États-Unis : 24 films
- France : 14 films
- Royaume-Uni : 6 films
- Allemagne : 1 film
- Japon : 1 film
- Total : 46 films

| Classement | Titre                                                                  | Pays                          | Réalisateur                                         | Box-office France | Semaines     |
| ---------- | ---------------------------------------------------------------------- | ----------------------------- | --------------------------------------------------- | ----------------- | ------------ |
| 1.         | Harry Potter et la Coupe de feu                                        | États-Unis d'Amérique         | Mike Newell                                         | 7 731 601 entrées | 17 sem (fin) |
| 2.         | Star Wars, épisode III : La Revanche des Sith                          | États-Unis d'Amérique         | George Lucas                                        | 7 247 809 entrées | 18 sem (fin) |
| 3.         | Le Monde de Narnia : Le Lion, la Sorcière blanche et l'Armoire magique | États-Unis d'Amérique         | Andrew Adamson                                      | 5 262 467 entrées | 30 sem (fin) |
| 4.         | Brice de Nice                                                          |                               | James Huth                                          | 4 424 136 entrées | 20 sem (fin) |
| 5.         | Charlie et la Chocolaterie                                             | États-Unis d'Amérique         | Tim Burton                                          | 4 318 491 entrées | 22 sem (fin) |
| 6.         | La Guerre des mondes                                                   | États-Unis d'Amérique         | Steven Spielberg                                    | 3 910 795 entrées | 14 sem (fin) |
| 7.         | King Kong                                                              | États-Unis d'Amérique         | Peter Jackson                                       | 3 592 872 entrées | 13 sem (fin) |
| 8.         | Million Dollar Baby                                                    | États-Unis d'Amérique         | Clint Eastwood                                      | 3 210 199 entrées | 29 sem (fin) |
| 9.         | Madagascar                                                             | États-Unis d'Amérique         | Eric Darnell / Tom McGrath                          | 3 190 829 entrées | 29 sem (fin) |
| 10.        | Mr. et Mrs. Smith                                                      | États-Unis d'Amérique         | Doug Liman                                          | 2 992 385 entrées | 13 sem (fin) |
| 11.        | Les Poupées russes                                                     |                               | Cédric Klapisch                                     | 2 894 803 entrées | 32 sem (fin) |
| 12.        | Palais Royal !                                                         |                               | Valérie Lemercier                                   | 2 762 386 entrées | 20 sem (fin) |
| 13.        | Iznogoud                                                               | Patrick Braoudé               | 2 544 546 entrées                                   | 9 sem (fin)       |              |
| 14.        | Chicken Little                                                         | États-Unis d'Amérique         | Mark Dindal                                         | 2 329 299 entrées | 14 sem (fin) |
| 15.        | Joyeux Noël                                                            |                               | Christian Carion                                    | 2 287 823 entrées | 17 sem (fin) |
| 16.        | Wallace et Gromit : Le Mystère du lapin-garou                          | États-Unis d'Amérique         | Nick Park / Steve Box                               | 2 280 291 entrées | 20 sem (fin) |
| 17.        | Les 4 Fantastiques                                                     | États-Unis d'Amérique         | Tim Story                                           | 2 223 681 entrées | 12 sem (fin) |
| 18.        | La Légende de Zorro                                                    | États-Unis d'Amérique         | Martin Campbell                                     | 2 174 875 entrées | 9 sem (fin)  |
| 19.        | Hitch, expert en séduction                                             | États-Unis d'Amérique         | Andy Tennant                                        | 2 108 581 entrées | 15 sem (fin) |
| 20.        | Kirikou et les Bêtes sauvages                                          |                               | Michel Ocelot / Bénédicte Galup                     | 2 051 569 entrées | 22 sem (fin) |
| 21.        | La Marche de l'empereur                                                |                               | Luc Jacquet                                         | 1 913 682 entrées | 68 sem (fin) |
| 22.        | Espace Détente                                                         | Bruno Solo / Yvan Le Bolloc'h | 1 787 163 entrées                                   | 9 sem (fin)       |              |
| 23.        | Aviator                                                                | États-Unis d'Amérique         | Martin Scorsese                                     | 1 783 958 entrées | 17 sem (fin) |
| 24.        | Mon beau-père, mes parents et moi                                      | États-Unis d'Amérique         | Jay Roach                                           | 1 736 524 entrées | 10 sem (fin) |
| 25.        | Ray                                                                    | États-Unis d'Amérique         | Taylor Hackford                                     | 1 602 295 entrées | 30 sem (fin) |
| 26.        | Match Point                                                            | États-Unis d'Amérique         | Woody Allen                                         | 1 567 793 entrées | 28 sem (fin) |
| 27.        | The Island                                                             | États-Unis d'Amérique         | Michael Bay                                         | 1 556 590 entrées | 9 sem (fin)  |
| 28.        | Oliver Twist                                                           |                               | Roman Polanski                                      | 1 513 871 entrées | 11 sem (fin) |
| 29.        | Batman Begins                                                          | États-Unis d'Amérique         | Christopher Nolan                                   | 1 506 332 entrées | 12 sem (fin) |
| 30.        | Les Frères Grimm                                                       | États-Unis d'Amérique         | Terry Gilliam                                       | 1 487 950 entrées | 13 sem (fin) |
| 31.        | Tout pour plaire                                                       |                               | Cécile Telerman                                     | 1 445 384 entrées | 18 sem (fin) |
| 32.        | Les Noces funèbres                                                     | États-Unis d'Amérique         | Tim Burton                                          | 1 384 877 entrées | 14 sem (fin) |
| 33.        | Le Château ambulant                                                    |                               | Hayao Miyazaki                                      | 1 354 340 entrées | 31 sem (fin) |
| 34.        | La Coccinelle revient                                                  | États-Unis d'Amérique         | Angela Robinson                                     | 1 341 823 entrées | 13 sem (fin) |
| 35.        | Les Chevaliers du ciel                                                 |                               | Gérard Pirès                                        | 1 292 330 entrées | 9 sem (fin)  |
| 36.        | Kingdom of Heaven                                                      | États-Unis d'Amérique         | Ridley Scott                                        | 1 282 912 entrées | 13 sem (fin) |
| 37.        | Mon petit doigt m'a dit...                                             |                               | Pascal Thomas                                       | 1 274 321 entrées | 35 sem (fin) |
| 38.        | Sin City                                                               | États-Unis d'Amérique         | Robert Rodriguez / Frank Miller / Quentin Tarantino | 1 261 533 entrées | 17 sem (fin) |
| 39.        | Alexandre                                                              | États-Unis d'Amérique         | Oliver Stone                                        | 1 258 802 entrées | 10 sem (fin) |
| 40.        | De battre mon cœur s'est arrêté                                        |                               | Jacques Audiard                                     | 1 231 156 entrées | 35 sem (fin) |
| 41.        | Le Transporteur 2                                                      | États-Unis d'Amérique         | Louis Leterrier                                     | 1 230 444 entrées | 12 sem (fin) |
| 42.        | Constantine                                                            | États-Unis d'Amérique         | Francis Lawrence                                    | 1 228 248 entrées | 8 sem (fin)  |
| 43.        | Boudu                                                                  |                               | Gérard Jugnot                                       | 1 199 369 entrées | 6 sem (fin)  |
| 44.        | Vaillant, pigeon de combat !                                           | États-Unis d'Amérique         | Gary Chapman                                        | 1 163 655 entrées | 19 sem (fin) |
| 45.        | Robots                                                                 | États-Unis d'Amérique         | Chris Wedge / Carlos Saldanha                       | 1 121 929 entrées | 17 sem (fin) |
| 46.        | Broken Flowers                                                         | États-Unis d'Amérique         | Jim Jarmusch                                        | 1 036 681 entrées | 23 sem (fin) |

## Box-office par semaine
| #  | Semaine                           | Film no 1                                                              | Pays              | Entrées           |
| -- | --------------------------------- | ---------------------------------------------------------------------- | ----------------- | ----------------- |
| 1  | 5 janvier au 11 janvier 2005      | Alexandre                                                              |                   | 555 074 entrées   |
| 2  | 12 janvier au 18 janvier 2005     | Le Château ambulant                                                    |                   | 345 633 entrées   |
| 3  | 19 janvier au 25 janvier 2005     | Closer, entre adultes consentants                                      |                   | 425 266 entrées   |
| 4  | 26 janvier au 1er février 2005    | Aviator                                                                |                   | 640 883 entrées   |
| 5  | 2 février au 8 février 2005       | Espace Détente                                                         |                   | 701 031 entrées   |
| 6  | 9 février au 15 février 2005      | Iznogoud                                                               | 1 116 637 entrées |                   |
| 7  | 16 février au 22 février 2005     | Iznogoud                                                               | 758 872 entrées   |                   |
| 8  | 23 février au 1er mars 2005       | Mon beau-père, mes parents et moi                                      |                   | 425 793 entrées   |
| 9  | 2 mars au 8 mars 2005             | Ray                                                                    | 340 988 entrées   |                   |
| 10 | 9 mars au 15 mars 2005            | Boudu                                                                  |                   | 501 196 entrées   |
| 11 | 16 mars au 22 mars 2005           | Hitch, expert en séduction                                             |                   | 861 055 entrées   |
| 12 | 23 mars au 29 mars 2005           | Million Dollar Baby                                                    | 774 989 entrées   |                   |
| 13 | 30 mars au 5 avril 2005           | Million Dollar Baby                                                    | 501 807 entrées   |                   |
| 14 | 6 avril au 12 avril 2005          | Brice de Nice                                                          |                   | 1 346 829 entrées |
| 15 | 13 avril au 19 avril 2005         | Brice de Nice                                                          | 942 698 entrées   |                   |
| 16 | 20 avril au 26 avril 2005         | Brice de Nice                                                          | 666 807 entrées   |                   |
| 17 | 27 avril au 3 mai 2005            | Brice de Nice                                                          | 330 540 entrées   |                   |
| 18 | 4 mai au 10 mai 2005              | Kingdom of Heaven                                                      |                   | 586 771 entrées   |
| 19 | 11 mai au 17 mai 2005             | Kingdom of Heaven                                                      | 331 112 entrées   |                   |
| 20 | 18 mai au 24 mai 2005             | Star Wars, épisode III : La Revanche des Sith                          |                   | 3 303 005 entrées |
| 21 | 25 mai au 31 mai 2005             | Star Wars, épisode III : La Revanche des Sith                          | 1 424 415 entrées |                   |
| 22 | 1er juin au 7 juin 2005           | Star Wars, épisode III : La Revanche des Sith                          | 943 987 entrées   |                   |
| 23 | 8 juin au 14 juin 2005            | Star Wars, épisode III : La Revanche des Sith                          | 578 751 entrées   |                   |
| 24 | 15 juin au 21 juin 2005           | Les Poupées russes                                                     |                   | 662 329 entrées   |
| 25 | 22 juin au 28 juin 2005           | Madagascar                                                             |                   | 874 013 entrées   |
| 26 | 29 juin au 5 juillet 2005         | Madagascar                                                             | 628 567 entrées   |                   |
| 27 | 6 juillet au 12 juillet 2005      | La Guerre des mondes                                                   | 1 700 096 entrées |                   |
| 28 | 13 juillet au 19 juillet 2005     | Charlie et la Chocolaterie                                             |                   | 766 547 entrées   |
| 29 | 20 juillet au 26 juillet 2005     | Les 4 Fantastiques                                                     |                   | 952 331 entrées   |
| 30 | 27 juillet au 2 août 2005         | Mr. et Mrs. Smith                                                      |                   | 1 132 991 entrées |
| 31 | 3 août au 9 août 2005             | Mr. et Mrs. Smith                                                      | 517 034 entrées   |                   |
| 32 | 10 août au 16 août 2005           | Mr. et Mrs. Smith                                                      | 365 962 entrées   |                   |
| 33 | 17 août au 23 août 2005           | The Island                                                             | 630 433 entrées   |                   |
| 34 | 24 août au 30 août 2005           | The Island                                                             | 363 001 entrées   |                   |
| 35 | 31 août au 6 septembre 2005       | The Island                                                             | 188 361 entrées   |                   |
| 36 | 7 septembre au 13 septembre 2005  | Broken Flowers                                                         | 366 013 entrées   |                   |
| 37 | 14 septembre au 20 septembre 2005 | Broken Flowers                                                         | 235 364 entrées   |                   |
| 38 | 21 septembre au 27 septembre 2005 | Ma sorcière bien-aimée                                                 | 346 788 entrées   |                   |
| 39 | 28 septembre au 4 octobre 2005    | Il ne faut jurer de rien !                                             |                   | 425 020 entrées   |
| 40 | 5 octobre au 11 octobre 2005      | Les Frères Grimm                                                       |                   | 506 944 entrées   |
| 41 | 12 octobre au 18 octobre 2005     | Wallace et Gromit : Le Mystère du lapin-garou                          |                   | 452 343 entrées   |
| 42 | 19 octobre au 25 octobre 2005     | Wallace et Gromit : Le Mystère du lapin-garou                          | 517 056 entrées   |                   |
| 43 | 26 octobre au 1er novembre 2005   | La Légende de Zorro                                                    |                   | 1 122 957 entrées |
| 44 | 2 novembre au 8 novembre 2005     | La Légende de Zorro                                                    | 393 238 entrées   |                   |
| 45 | 9 novembre au 15 novembre 2005    | Les Chevaliers du ciel                                                 |                   | 622 019 entrées   |
| 46 | 16 novembre au 22 novembre 2005   | Joyeux Noël                                                            |                   | 398 160 entrées   |
| 47 | 23 novembre au 29 novembre 2005   | Palais Royal !                                                         |                   | 953 105 entrées   |
| 48 | 30 novembre au 6 décembre 2005    | Harry Potter et la Coupe de feu                                        |                   | 3 088 796 entrées |
| 49 | 7 décembre au 13 décembre 2005    | Harry Potter et la Coupe de feu                                        | 1 541 271 entrées |                   |
| 50 | 14 décembre au 20 décembre 2005   | King Kong                                                              |                   | 1 441 705 entrées |
| 51 | 21 décembre au 27 décembre 2005   | Le Monde de Narnia : Le Lion, la Sorcière blanche et l'Armoire magique |                   | 1 813 554 entrées |
| 52 | 28 décembre au 3 janvier 2006     | Le Monde de Narnia : Le Lion, la Sorcière blanche et l'Armoire magique | 1 413 839 entrées |                   |